# 31ste uitreiking van de Premios Goya
De 31ste uitreiking van de Premios Goya vond plaats in Madrid op 4 februari 2017. De ceremonie werd uitgezonden op TVE en werd gepresenteerd door Dani Rovira.

## Winnaars en genomineerden
| Beste film | Beste regisseur |
| --- | --- |
| - Tarde para la ira - El hombre de las mil caras - Julieta - Que Dios nos perdone - A Monster Calls | - Juan Antonio Bayona — A Monster Calls - Pedro Almodóvar — Julieta - Alberto Rodríguez Librero — El hombre de las mil caras - Rodrigo Sorogoyen — Que Dios nos perdone |
| Beste acteur | Beste actrice |
| - Roberto Álamo — Que Dios nos perdone - Luis Callejo — Tarde para la ira - Antonio de la Torre — Tarde para la ira - Eduard Fernández — El hombre de las mil caras | - Emma Suárez — Julieta - Penélope Cruz — La reina de España - Bárbara Lennie — María (y los demás) - Carmen Machi — La puerta abierta |
| Beste mannelijke bijrol | Beste vrouwelijke bijrol |
| - Manolo Solo — Tarde para la ira - Karra Elejalde — 100 metros - Javier Gutiérrez — El olivo - Javier Pereira — Que Dios nos perdone | - Emma Suárez — La propera pell - Terele Pávez — La puerta abierta - Candela Peña — Kiki, el amor se hace - Sigourney Weaver — A Monster Calls |
| Beste debuterend acteur | Beste debuterend actrice |
| - Carlos Santos — El hombre de las mil caras - Rodrigo de la Serna — Cien años de perdón - Ricardo Gómez — 1898: Los últimos de Filipinas - Raúl Jiménez — Tarde para la ira | - Anna Castillo — El olivo - Belén Cuesta — Kiki, el amor se hace - Ruth Díaz — Tarde para la ira - Silvia Pérez Cruz — Cerca de tu casa |
| Beste origineel scenario | Beste bewerkt scenario |
| - Tarde para la ira — Raúl Arévalo, David Pulido - Cien años de perdón — Jorge Guerricaechevarría - El olivo — Paul Laverty - Que Dios nos perdone — Isabel Peña, Rodrigo Sorogoyen                                                                                                | - El hombre de las mil caras — Alberto Rodríguez Librero - Julieta — Pedro Almodóvar - Kiki, el amor se hace — Paco León, Fernando Pérez - A Monster Calls — Patrick Ness |
| Beste Ibero-Amerikaanse film | Beste Europese film |
| - El ciudadano ilustre — Argentinië - Anna — Chili - Desde allá — Venezuela - Las elegidas — Mexico | - Elle — Paul Verhoeven - Saul fia — László Nemes - Genius — Michael Grandage - I, Daniel Blake — Ken Loach |
| Beste debuterend regisseur | Beste animatiefilm |
| - Raúl Arévalo — Tarde para la ira - Salvador Calvo — 1898: Los últimos de Filipinas - Marc Crehuet — El rey tuerto - Nely Reguera — María (y los demás) | - Psiconautas, los niños olvidados - Ozzy - Teresa eta Galtzagorri |
| Beste camerawerk | Beste montage |
| - A Monster Calls — Óscar Faura - 1898: Los últimos de Filipinas — Álex Catalán - La reina de España — José Luis Alcaine - Tarde para la ira — Arnau Valls Colome | - A Monster Calls — Jaume Martí, Bernat Vilaplana - El hombre de las mil caras — José M. G. Moyano - Que Dios nos perdone — Alberto del Campo, Fernando Franco García - Tarde para la ira — Ángel Hernández Zoido                                                                          |
| Beste artdirector | Beste productiemanager |
| - A Monster Calls — Eugenio Caballero - 1898: Los últimos de Filipinas — Carlos Bodelón - El hombre de las mil caras — Pepe Domínguez del Olmo - La reina de España — Juan Pedro de Gaspar                                                                                         | - A Monster Calls — Sandra Hermida Muñiz - 1898: Los últimos de Filipinas — Carlos Bernases - El hombre de las mil caras — Manuela Ocón - La reina de España — Pilar Robla |
| Beste geluid | Beste speciale effecten |
| - A Monster Calls — Peter Glossop, Marc Orts, Oriol Tarragó - 1898: Los últimos de Filipinas — Eduardo Esquilde, Juan Ferro, Nicolás de Poulpiquet - El hombre de las mil caras — Daniel de Zayas, José Antonio Manovel, César Molina - Ozzy — Nacho Royo-Villanova, Sergio Testón | - A Monster Calls — Félix Bergés, Pau Costa - 1898: Los últimos de Filipinas — Pau Costa, Carlos Lozano - Gernika — David Heras, Raúl Romanillos - Julieta — Reyes Abades, Eduardo Díaz |
| Beste kostuums | Beste grime en haarstijl |
| - 1898: Los últimos de Filipinas — Paola Torres - La reina de España — Lala Huete - No culpes al karma de lo que te pasa por gilipollas — Cristina Rodríguez - Tarde para la ira — Cristina Rodríguez, Alberto Valcárcel                                                           | - A Monster Calls — David Martí, Marese Langan - 1898: Los últimos de Filipinas — Milu Cabrer, Alicia López, Pedro Rodríguez - El hombre de las mil caras — Yolanda Piña - Julieta — Ana López-Puigcerve, David Martí, Sergio Pérez Berbel                                                 |
| Beste filmmuziek | Beste originele nummer |
| - A Monster Calls — Fernando Velázquez - El hombre de las mil caras — Julio de la Rosa - El olivo — Pascal Gaigne - Julieta — Alberto Iglesias | - Cerca de tu casa — Sílvia Pérez Cruz ("Ai, ai, ai") - Bollywood Made in Spain — Luis Ivars ("Descubriendo India") - Frágil equilibrio — Zeltia Montes ("Muerte") - Kiki, el amor se hace — Alejandro Acosta, Cristina Manjón, David Borràs Paronella, Marc Peña Rius, Paco León ("Kiki") |
| Beste korte film | Beste korte animatiefilm |
| - Timecode — Juanjo Giménez Peña - Bla, bla, bla — Alexis Morante - En la azotea — Damià Serra - Graffiti — Lluís Quílez Sala | - Decorado — Alberto Vázquez - Darrel — Alan Carabantes Person, Marc Briones Piulachs - Made in Spain — Coke Riobóo - Uka — Valle Comba Canales |
| Beste documentaire | Beste korte documentaire |
| - Frágil equilibrio - 2016. Nacido en Siria - El Bosco. El jardín de los sueños - Omega | - Cabezas habladoras — Juan Vicente Córdoba - Esperanza — Álvaro Longoria - Palabras de caramelo — Juan Antonio Moreno Amador - The Resurrection Club — Guillermo Abril, Álvaro Corcuera                                                                                                   |
| Ere-Goya | |
| Ana Belén | |

## Prijzen per film
| Film                           | Nominaties | Prijzen |
| ------------------------------ | ---------- | ------- |
| A Monster Calls                | 12         | 9       |
| Tarde para la ira              | 11         | 4       |
| El hombre de las mil caras     | 11         | 2       |
| 1898: Los últimos de Filipinas | 9          | 1       |
| Julieta                        | 7          | 1       |
| Que Dios nos perdone           | 6          | 1       |
| La reina de España             | 5          | 0       |
| El olivo                       | 4          | 1       |
| Kiki, el amor se hace          | 4          | 0       |
| Cerca de tu casa               | 2          | 1       |
| Frágil equilibrio              | 2          | 1       |
| Cien años de perdón            | 2          | 0       |
| La puerta abierta              | 2          | 0       |
| María (y los demás)            | 2          | 0       |
| Ozzy                           | 2          | 0       |
| La propera pell                | 1          | 1       |